# Kodigenahalli
Kodigenahalli là một thị trấn thống kê (census town) của quận Bangalore thuộc bang Karnataka, Ấn Độ.

## Địa lý
Kodigenahalli có vị trí 13°43′B 77°23′Đ / 13,72°B 77,39°Đ Nó có độ cao trung bình là 668 mét (2191 feet).

## Nhân khẩu
Theo điều tra dân số năm 2001 của Ấn Độ, Kodigenahalli có dân số 5448 người. Phái nam chiếm 51% tổng số dân và phái nữ chiếm 49%. Kodigenahalli có tỷ lệ 48% biết đọc biết viết, thấp hơn tỷ lệ trung bình toàn quốc là 59,5%: tỷ lệ cho phái nam là 55%, và tỷ lệ cho phái nữ là 40%. Tại Kodigenahalli, 15% dân số nhỏ hơn 6 tuổi.